# 文明本節用集
『文明本節用集』（ぶんめいほんせつようしゅう）は、室町時代の文明年間以降に成立したと考えられている伊勢本系統の節用集の一写本に対する通称である。国立国会図書館が所蔵している。

## 概要
慶長年間以前に成立したとされる「古本節用集」のなかでは、収録語数が群を抜いて多いことで知られており、「広本節用集」とも称される。1970年に影印本と索引が刊行されて以降、室町時代の日本語資料として、広く活用されている。2020年現在、国立国会図書館デジタルコレクションで全文の画像を閲覧することができる。
なお、本書を収める木箱には「古写本雑字類書」と書かれているが、江戸時代の筆勢であり、成立当時のものでは無いとされている。

## 成立
「文明本」という通称は、文明年間に書写・成立したという誤解を招きかねないが、現在の状態で成立した年代は、更に下ると考えられている。そもそも本書には、成立や書写の時期を示す奥書が存在しないため、注文内に見出せる年記から成立年代が推測されてきた。
赤堀又次郎は、最終丁表の「国分寺」の項目に、「自天平廿年至文明六年六百六十六年也」という注文が見えることから、文明6年に成立したものと考えた。橋本進吉は、この記述を受けて、節用集原本の成立年代は文明6年以前であると推測した。
しかし山田忠雄は、「達磨」の項目に「今至延徳二年庚戌、八百九十九年也、又至明応三年甲寅、九百六十九年也」という注文があり、また「阿藩」「聖徳太子」の項目の注文にも「延徳二年」の年記が見えることを指摘して、通称名は文明ではなく最も新しい明応3年に拠るべきであるが、他の明応本節用集と混同しやすいため、「広本節用集」と呼称することを提唱した。
一方で、中田祝夫は、影印本の解題において、「国分寺」の項目を含む「京城五山之次第」は、『下学集』数量門から取り出して附録としたものであると考え、この改編という営為が文明六年に行われたということを重んじて、「文明本節用集」という命名も「甚だしく当を失するものとは考えられない」としている。延徳2年や明応3年の年記については、書き継ぎがこの頃まで引き続いて行われていたことを示すものと考えている。
書写年代については、中田祝夫は、「言語の国語史的考察よりしてもまた筆致、書風、紙竹よりしても室町時代中期のもの、おそらく一六世紀の初頭のころのものであろう」としている。ただし、四つ仮名や開合の区別は概ね保たれている一方で、二段活用動詞の一段化例が極めて多いことも指摘されている。
節用集原本の成立については、文安元年（1444年）に成立した意義分類体の辞書である『下学集』の影響が大きいと考えられているが、『文明本節用集』は、『下学集』の注をそのまま残しているものが多い点で貴重である。なお、依拠した『下学集』の本文系統について、川瀬一馬は、自身の分類における第二類本であると推定したが、林義雄はこれを否定し、第三類本であると推定している。

## 構成・内容

### 部門について
本書の最初の項目はイ部天地門の「伊勢」であり、伊勢本系統に属する。
本書の部門は、天地・家屋・時節・草木・神祇・人倫・人名・官位・気形・支体・飲食・絹布・器財・光彩・数量・態芸の計16門からなる。この分類は、『下学集』の18門から、「彩色」を「光彩」に改め、「態芸」「言辞」「畳字」の三門を態芸門にまとめたものと考えられている。
なお、態芸門には、漢籍の訓点資料から文章や成句を引いた例が多くみられ、本節用集の一大特色となっている。

### 各項目について
掲出項目（熟語）の読み方は、熟語の右傍に、墨と朱とを交える形で示される。一方、熟語の左傍には、熟語を構成する単字に対して、それぞれの字音と和訓とが示される。また、固有名詞には朱引きが施される。
最初の項目である「伊勢」を例にとると、まず右傍の「イセ」が語形を示す。一方で左傍には、「伊」字に対して「コレ」という和訓が施され、「勢」字に対しては「イキヲイ」という和訓と「セイ」という字音とが施されている。また、熟語の右側に引かれた朱の縦線（朱引き）は、当該語が地名であることを示している。
字音については、漢音系の字音は朱筆で、呉音系の字音は墨筆で書き分けられている。右傍に呉音が示される場合は、左傍に朱筆でその字の漢音を示す場合が多い。また、唐音も原則として朱筆で書かれる 。
和訓については、全て墨筆で施されており、「当該漢字にとって当時の定訓、若しくはそれに準ずる主要な和訓」が選ばれているようである。
各単字には声点が差されており、四隅に施される平声・上声・去声・入声の四声の他に、平声点よりもやや上に差される平声軽の点が見られる。しかし、本書における平声点と平声軽点はそれぞれ、中国の韻書における「下平」と「上平」とに対応しており、古い訓点資料における差し分けの背後に想定されるような調値の異なり（低平調と下降調）とは、全く関係の無いことが明らかにされている。 
清濁を示す際には、濁声点は用いず、仮名に対して濁点ないし不濁点を施す（そもそも不濁点という呼称は、小松英雄が、本書における機能の分析を通じて、命名したものである）。なお、朱墨による呉音と漢音の区別に、不濁点ないし濁点の有無は関与していない。